# Trei întâmplări
Trei întâmplări, grafiat la data lansării Trei întîmplări, (titlul original: în engleză Three in One) este un film de antologie dramatic australian, realizat în 1955 de regizorul Cecil Holmes. Filmul constă din trei povești separate „Prietenii lui Joe Wilson”, „Încărcătura de lemne” și „Orașul”. Protagoniștii filmului sunt actorii Reg Lye, Jock Levy, Alexander Archdale și Joan Landor.

## Rezumat
În episodul Colegii lui Joe Wilson (Joe Wilson's Mates), Joe Wilson moare singur într-un orășel în anii 1890, fără prieteni sau familie. Dar pentru că poartă un carnet de sindicat, membrul de sindicat local îi oferă o înmormântare decentă.
Acțiunea din episodul Încărcătura de lemne (Load of Wood) este plasată în anii 1930. Doi bărbați fac lucrări de ajutor, dar nu își permit să cumpere suficient combustibil pentru a-și încălzi locuința unde trăiesc cu familia. Ei fură un camion cu lemne de la moșia unui om bogat și îl distribuie pentru familiile care au nevoie.
În Orașul (The City), Kathie, o tânără muncitoare de fabrică și un asistent de navă plănuiesc să se căsătorească, dar financiar nu își pot permite. Se ceartă plimbându-se pe străzi, dar își dau seama că se iubesc.

## Distribuție

### Colegii lui Joe Wilson
- Reg Lye – the Swaggie
- Edmund Allison – Tom Stevens
- Alexander Archdale – Firbank
- Charles Tasman – the Undertaker
- Don McNiven – Patrick Rooney
- Jerold Wells – Wally
- Chris Kempster – Longun
- Brian Anderson – Joe
- Kenneth Warren – Andy
- Evelyn Docker – Maggie
- Ben Gabriel – the Priest
- The Bushwacker's Band

### Încărcătura de lemne
- Jock Levy – Darkie
- Leonard Thiele – Ernie
- Ossie Wenban – Sniffy
- John Armstrong – Chilla
- Jim Doone – Joe
- Ted Smith – Coulson
- Edward Lovell
- Keith Howard – Shea
- Eileen Ryan – Mrs Johnson

### Orașul
- Joan Landor – Kathie
- Brian Vicary – Ted
- Betty Lucas – Freda
- Gordon Glenwright – Alex
- Ken Wayne – First cab driver
- Stewart Ginn – Second cab driver
- Allan Trevor – Preacher
- Pat Martin – Customer
- Margaret Christensen – Customer
- Alastair Roberts – bodgie

## Premii
- 1956 Filmul Trei întâmplări, producție a studioului australian „Tradition Films“ a fost distins cu premiul special al juriului la Festivalului de la Karlovy-Vary.[3]

## Lansare
Filmul Trei întâmplări a avut premiera în Australia pe data de 22 iunie 1955.
În România premiera filmului a avut loc la data de 21 iulie 1958 la cinematografele „V. Alecsandri”, „Lumina”, „Gh. Doja” și „23 August” (sală și grădină) din capitală.